# Nesogalepsus madagascariensis
Nesogalepsus madagascariensis är en bönsyrseart som beskrevs av Jean Guillaume Audinet Serville 1839. Nesogalepsus madagascariensis ingår i släktet Nesogalepsus och familjen Tarachodidae. Inga underarter finns listade i Catalogue of Life.